# Konstantin Danil
Konstantin Danil, cyr. Константин Данил (ur. 1798 w Lugoju, zm. 25 maja 1873 w Velikim Bečkereku) – serbski malarz, jeden z najwybitniejszych malarzy połowy XIX wieku na terenie Wojwodiny, reprezentant biedermeieru.

## Życiorys
Początkowo był uczniem serbskiego malarza Aleksandara Todorovicia. Później kontynuował studia w Wiedniu i Monachium. W latach 1846–1851 przebywał we Włoszech.

## Twórczość
Danil był przede wszystkim portrecistą, intelektualnie zestrojonym z sentymentalnym romantyzmem Europy Środkowej XIX wieku, oddającym pieczołowite odwzorowanie postaci, tkanin i biżuterii. Malował też martwe natury, wykazując się dobrą znajomością sztuki holenderskiej. Był także wybitnym twórcą ikon do ikonostasów, m.in. w Jarkovacu, Pančevie, Uzdinie, Timișoarze i Dobricy.